# جان دیلون (ورزشکار)
جان دیلون (انگلیسی: John Dillon; ۲۴ مارس ۱۹۲۱ – ۱۷ اکتبر ۱۹۸۸) قایقران قایق بادبانی اهل بریتانیا بود.